# Торнау (Дибенер Хајде)
Торнау (њем. Tornau) општина је у њемачкој савезној држави Саксонија-Анхалт. Једно је од 39 општинских средишта округа Витенберг. Према процјени из 2010. у општини је живјело 565 становника. Посједује регионалну шифру (AGS) 15091350.

## Географски и демографски подаци
Торнау се налази у савезној држави Саксонија-Анхалт у округу Витенберг. Општина се налази на надморској висини од 118 метара. Површина општине износи 25,8 km². У самом мјесту је, према процјени из 2010. године, живјело 565 становника. Просјечна густина становништва износи 22 становника/km².